# 艾兴多夫
艾兴多夫是德国巴伐利亚州的一个市镇。总面积98.18平方公里，总人口6424人，其中男性3212人，女性3212人（2011年12月31日），人口密度65人/平方公里。